# ワイノナ・ジャッド

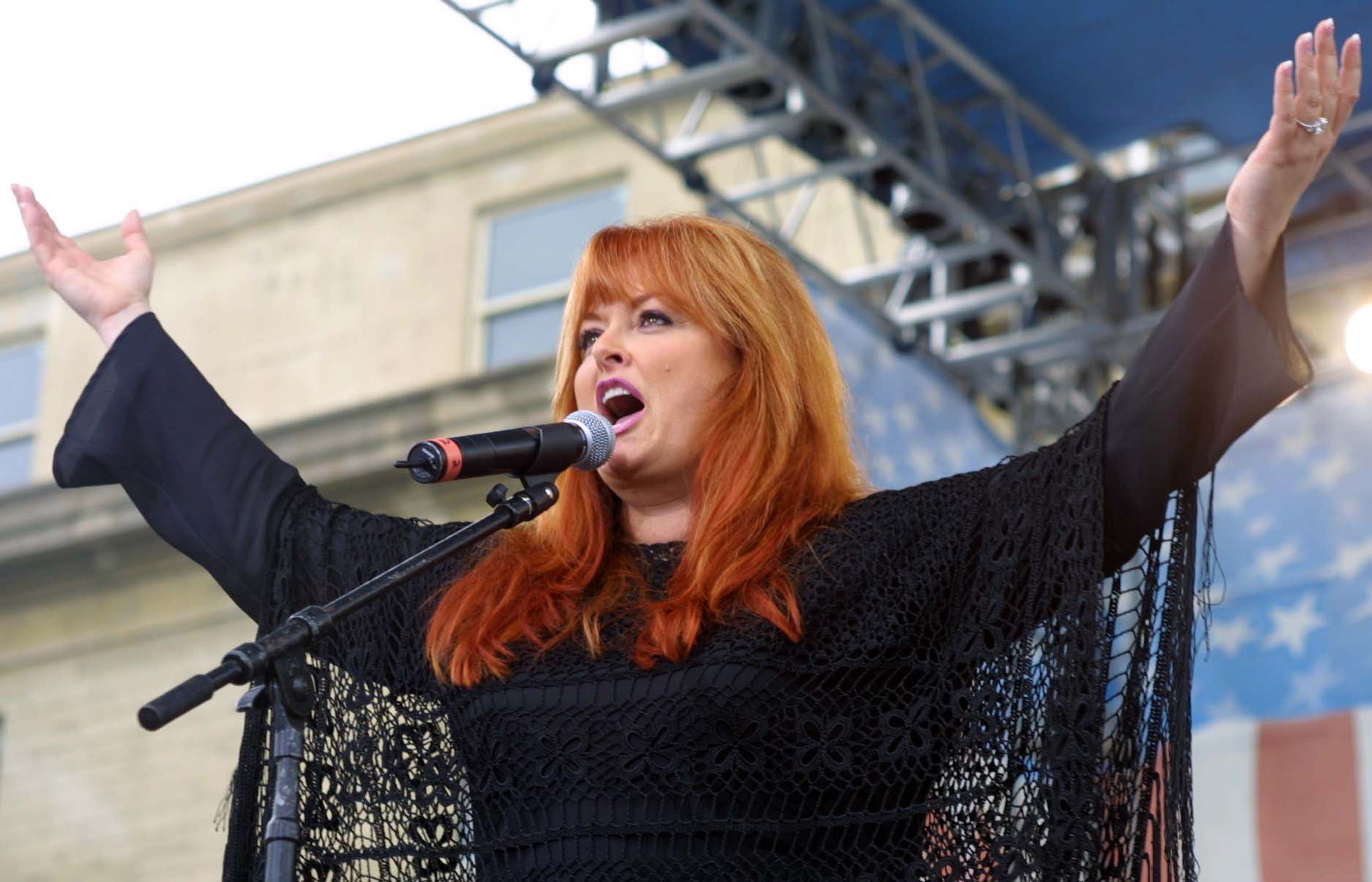
ワイノナ（2004年5月24日）

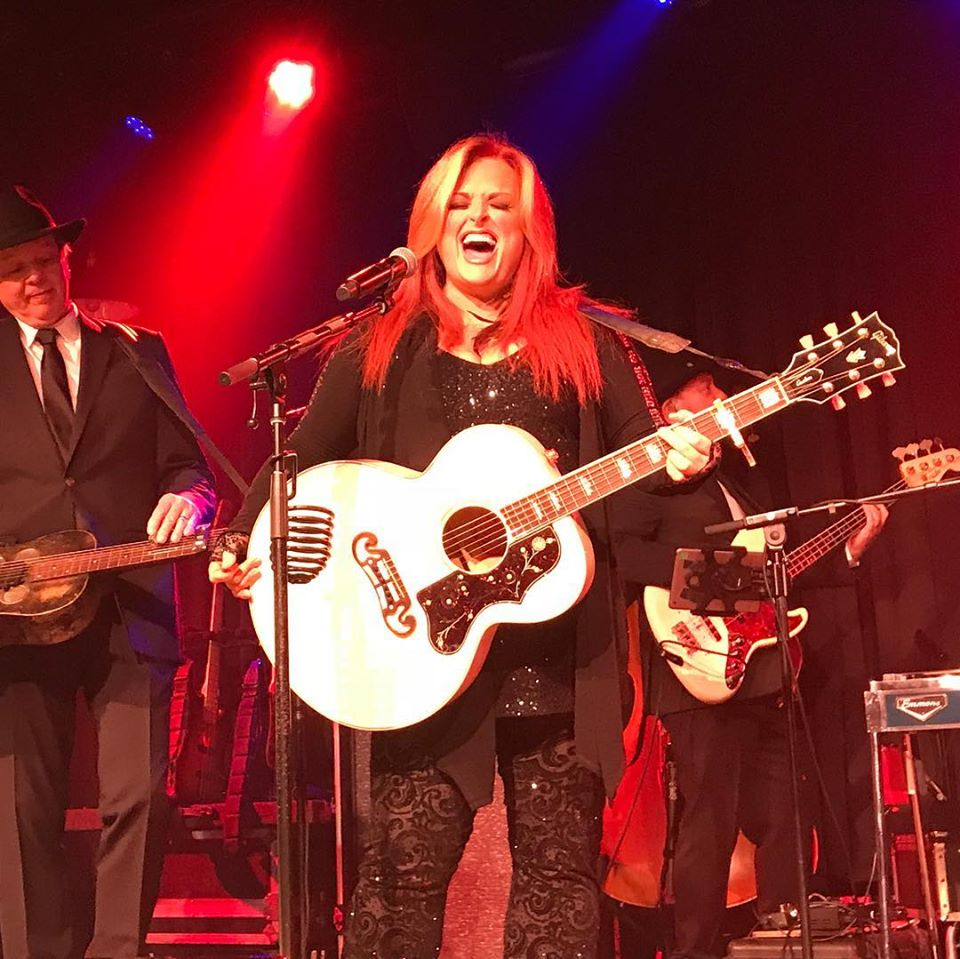
ライブで演奏するワイノナ（2018年）

ワイノナ・ジャッド（Wynonna Judd、1964年5月30日 - ）は、アメリカ合衆国ケンタッキー州アシュランド出身のカントリー歌手。
アーティスト名は「ワイノナ」のみで、「Wynonna」は「/waɪˈnoʊnə/」と発音する（ウィノナ・ジャッドの表記は誤り）。
1983年、母のナオミ・ジャッドとの親子デュオ「ジャッズ（The Judds）」を組んでデビュー。女優のアシュレイ・ジャッドは妹。
ジャッズは1991年に解散し、ワイノナはソロ活動を始めた。彼女はソロで、20枚以上のシングルに加えて、多くのアルバムをリリースした。彼女の最初の3枚のシングルは「She Is His Only Need」「I Saw the Light」「No One Else on Earth」であった。「Only Love」（1993年）や「You Be Loved You」（1996年）と同様に、3枚ともアメリカのシングルチャートで連続して1位になった。彼女のアルバムのうち3枚は、RIAAによってプラチナ以上の認定を受けている。ワイノナは音楽活動で最も高く評価されているほか、2000年代には執筆、演技、慈善事業も行っている。

## ディスコグラフィ

### スタジオ・アルバム
- Wynonna (1992年)[3]
- 『テル・ミー・ホワイ』 - Tell Me Why (1993年)[4]
- 『レヴェレーションズ』 - Revelations (1996年)[5]
- The Other Side (1997年)[6]
- 『ニュー・デイ・ドーニング』 - New Day Dawning (2000年)[7]
- 『ホワット・ザ・ワールド・ニーズ』 - What the World Needs Now Is Love (2003年)[8]
- A Classic Christmas (2006年)
- Sing: Chapter 1 (2009年)
- Wynonna & the Big Noise (2016年)
- Recollections (2020年)[9]

### コンピレーション・アルバム
- Collection (1997年)
- Love Heals (2010年)
- Love Can Build a Bridge: Songs of Faith, Hope & Love (2015年)
- All-Time Greatest Hits (2018年)